# Sonzay
Sonzay est une commune française située dans le département d'Indre-et-Loire en région Centre-Val de Loire.

## Géographie
| Brèches  | Saint-Paterne-Racan | Neuillé-Pont-Pierre |
| Souvigné | Sonzay              | Semblançay          |
| Ambillou | Pernay              |                     |

### Localisation et paysages
La commune de Sonzay se situe en totalité en Gâtine tourangelle qui se caractérise par des sols pauvres (Gâtine en ancien français correspondait à des terres gâtées - pauvres, de *gast-). La forêt extrêmement giboyeuse recouvre en grande partie le sud du territoire (Bois de la Motte, du Mortier aux Moines …). De petites vallées plus ou moins encaissées cachent des ruisseaux en leur sein.

### Hydrographie

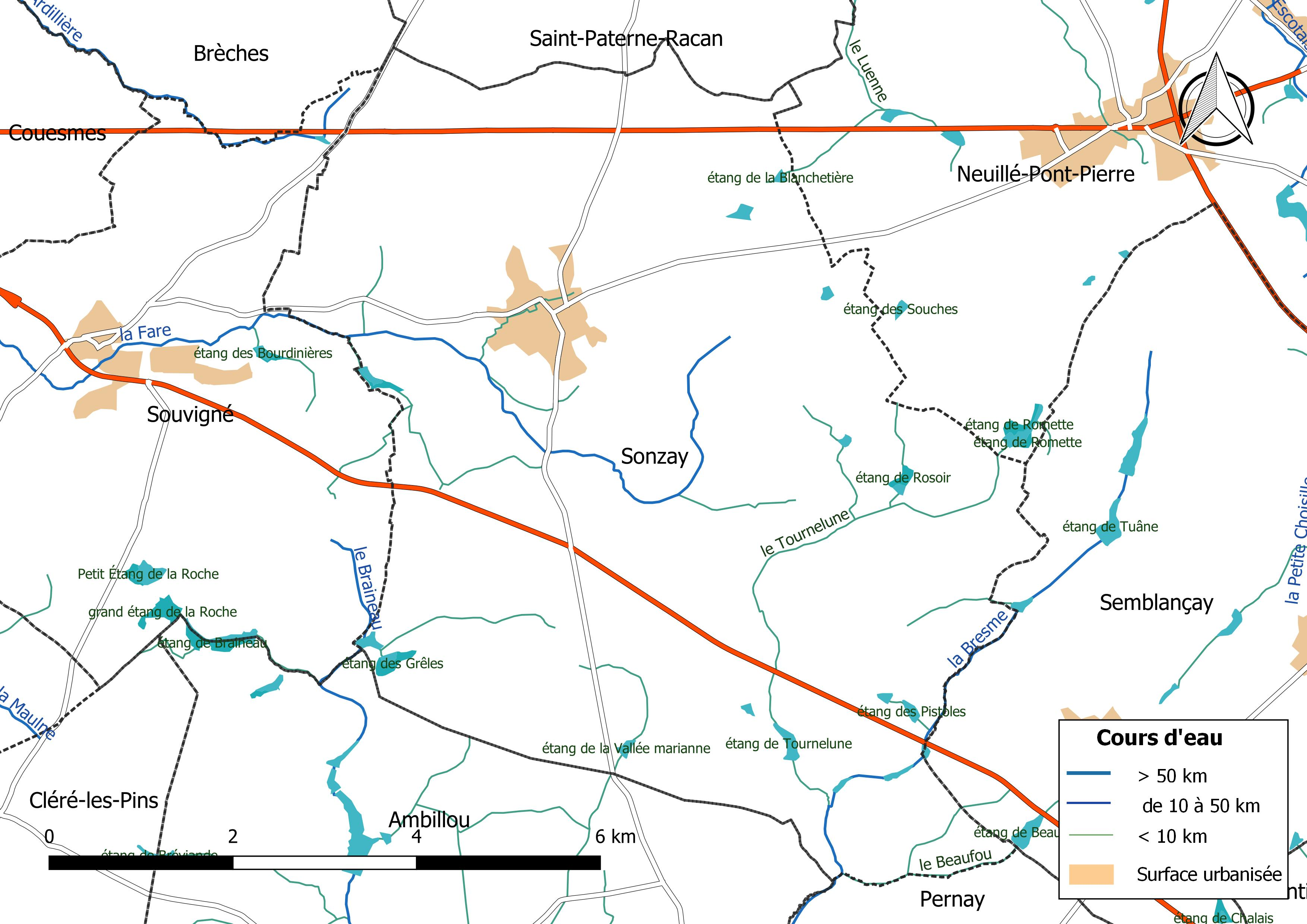
Réseau hydrographique de Sonzay.

Le réseau hydrographique communal, d'une longueur totale de 35,94 km, comprend trois cours d'eau notables, la Bresme (2,549 km) et la Fare (7,177 km) et le Braineau (0,229 km), et divers petits cours d'eau dont le Tournelune (6,266 km) et le Beaufou (1,276 km),.
La Bresme, d'une longueur totale de 26,9 km, prend sa source sur la commune de Semblançay au lieu-dit le Plessis de la Gagnerie, à 120 m d'altitude et se jette dans la Loire sur la commune de Saint-Étienne-de-Chigny, à 39 m d'altitude à la pointe de l'île Belle Fille, après avoir traversé 7 communes. 
Sur le plan piscicole, la Bresme est classée en deuxième catégorie piscicole. Le groupe biologique dominant est constitué essentiellement de poissons blancs (cyprinidés) et de carnassiers (brochet, sandre et perche).
La Fare, d'une longueur totale de 36,9 km, prend sa source dans le milieu du territoire communal aux abords du hameau du Gast, s'écoule vers l'ouest au sud du bourg et se jette dans le Loir à La Chapelle-aux-Choux (Sarthe) après avoir traversé 8 communes. 
Ce cours d'eau est classé dans la liste 2 au titre de l'article L. 214-17 du code de l'environnement sur le Bassin Loire-Bretagne. Du fait de ce classement, tout ouvrage doit être géré, entretenu et équipé selon des règles définies par l'autorité administrative, en concertation avec le propriétaire ou, à défaut, l'exploitant. 
Sur le plan piscicole, la Fare est également classée en première catégorie piscicole
Le Braineau, d'une longueur totale de 10,6 km, prend sa source dans la commune de Souvigné et se jette dans la Bresme à Ambillou. 
Sur le plan piscicole, le Braineau est également classé en deuxième catégorie piscicole.
Dix zones humides ont été répertoriées sur la commune par la direction départementale des territoires (DDT) et le conseil départemental d'Indre-et-Loire : « l'étang de la Guerre », « la vallée de la Fare au Château de la Motte », « la vallée de la Fare de Sonzay à Souvigné », « la vallée de l'Ardillière de la Baronnière à la Thibaudière », « l'étang des Grêles », « la vallée de la Bresme de la Boiderie à Pernay », « l'étang des Grues », « la vallée de la Bresme autour de l'l'étang de la Bresme », « l'étang de la vallée Marianne », « l'étang du Ripray », « les étangs de la Chupraie », « l'étang de la Blanchetière » et « l'étang de Rosoir »,.

### Forêts et étangs
- Bois de la Motte, Bois du Mortier aux Moines.
- Étangs de Tournelune, de Rosoir, des Grêles.

### Voies de communication
Routes :
- Au nord la RD 766, qui relie Neuillé-Pont-Pierre à Château-la-Vallière
- Au sud la RD 959, vient de Tours en direction de Château-la-Vallière

Autoroutes :
- A28 à Neuillé-Pont-Pierre
- A10 à Tours (reliant A85)

Trains :
- TGV à Saint-Pierre-des Corps ou Tours  - trajet de 55 min pour Paris

Aéroport :
- Aéroport Tours-Loire Valley

### Climat
Pour des articles plus généraux, voir Climat du Centre-Val de Loire et Climat d'Indre-et-Loire.
En 2010, le climat de la commune est de type climat océanique altéré, selon une étude du CNRS s'appuyant sur une série de données couvrant la période 1971-2000. En 2020, Météo-France publie une typologie des climats de la France métropolitaine dans laquelle la commune est dans une zone de transition entre le climat océanique et le climat océanique altéré et est dans la région climatique  Moyenne vallée de la Loire, caractérisée par une bonne insolation (1 850 h/an) et un été peu pluvieux. 
Pour la période 1971-2000, la température annuelle moyenne est de 11,1 °C, avec une amplitude thermique annuelle de 14,8 °C. Le cumul annuel moyen de précipitations est de 704 mm, avec 11,2 jours de précipitations en janvier et 6,6 jours en juillet. Pour la période 1991-2020, la température moyenne annuelle observée sur la station météorologique de Météo-France la plus proche, sur la commune de Saint-Christophe-sur-le-Nais à 10 km à vol d'oiseau, est de 12,1 °C et le cumul annuel moyen de précipitations est de 682,2 mm,. Pour l'avenir, les paramètres climatiques de la commune estimés pour 2050 selon différents scénarios d'émission de gaz à effet de serre sont consultables sur un site dédié publié par Météo-France en novembre 2022.

## Urbanisme

### Typologie
Au 1er janvier 2024, Sonzay est catégorisée bourg rural, selon la nouvelle grille communale de densité à sept niveaux définie par l'Insee en 2022.
Elle est située hors unité urbaine. Par ailleurs la commune fait partie de l'aire d'attraction de Tours, dont elle est une commune de la couronne,. Cette aire, qui regroupe 162 communes, est catégorisée dans les aires de 200 000 à moins de 700 000 habitants,.

### Occupation des sols
L'occupation des sols de la commune, telle qu'elle ressort de la base de données européenne d’occupation biophysique des sols Corine Land Cover (CLC), est marquée par l'importance des territoires agricoles (57,6 % en 2018), en diminution par rapport à 1990 (62,8 %). La répartition détaillée en 2018 est la suivante : 
forêts (34,7 %), zones agricoles hétérogènes (19,4 %), terres arables (19,1 %), prairies (17,9 %), milieux à végétation arbustive et/ou herbacée (4,1 %), zones urbanisées (2 %), mines, décharges et chantiers (1,7 %), cultures permanentes (1,2 %). L'évolution de l’occupation des sols de la commune et de ses infrastructures peut être observée sur les différentes représentations cartographiques du territoire : la carte de Cassini (XVIIIe siècle), la carte d'état-major (1820-1866) et les cartes ou photos aériennes de l'IGN pour la période actuelle (1950 à aujourd'hui).

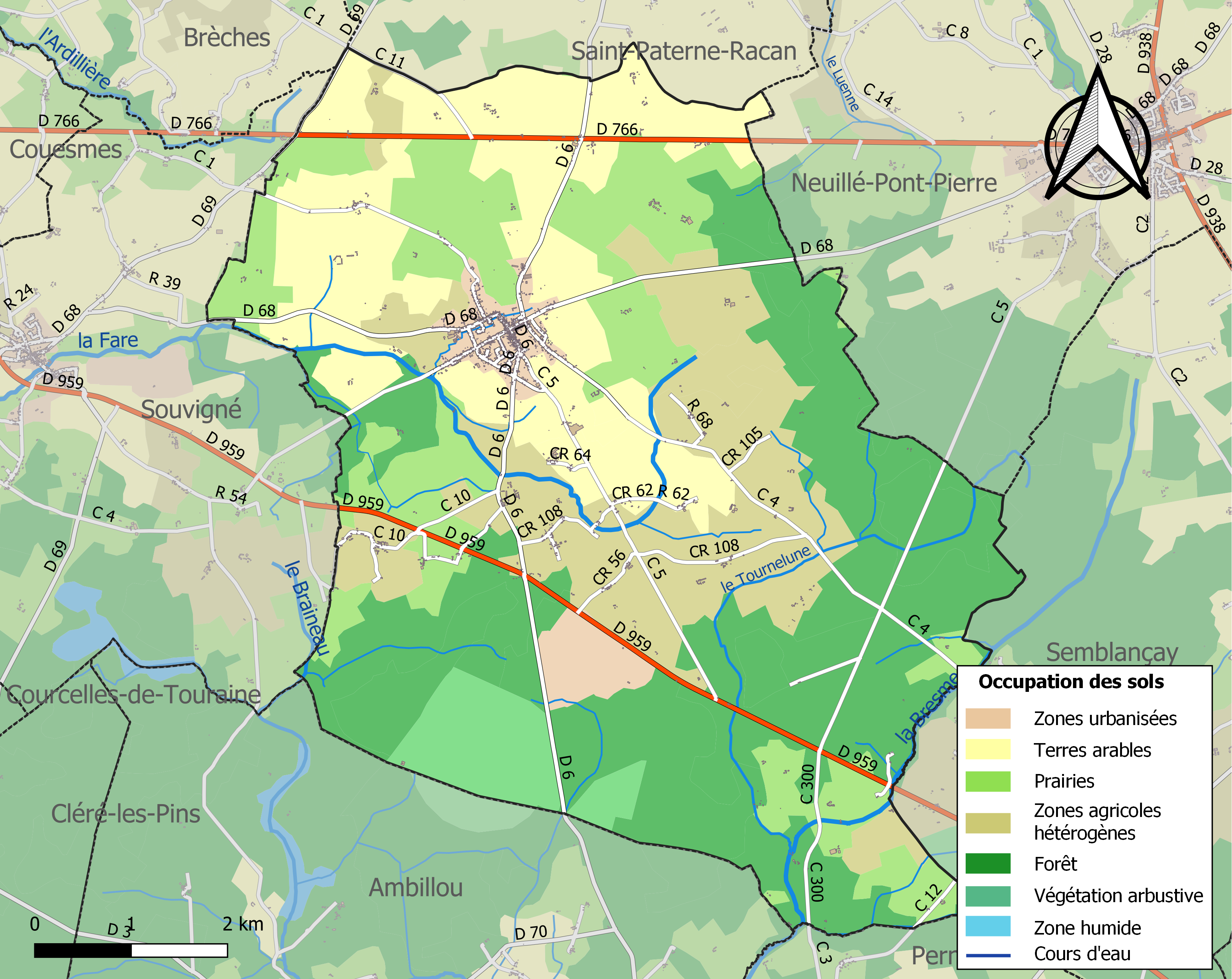
Carte des infrastructures et de l'occupation des sols de la commune en 2018 (CLC).

### Risques majeurs
Le territoire de la commune de Sonzay est vulnérable à différents aléas naturels : météorologiques (tempête, orage, neige, grand froid, canicule ou sécheresse) et séisme (sismicité très faible). Un site publié par le BRGM permet d'évaluer simplement et rapidement les risques d'un bien localisé soit par son adresse soit par le numéro de sa parcelle.

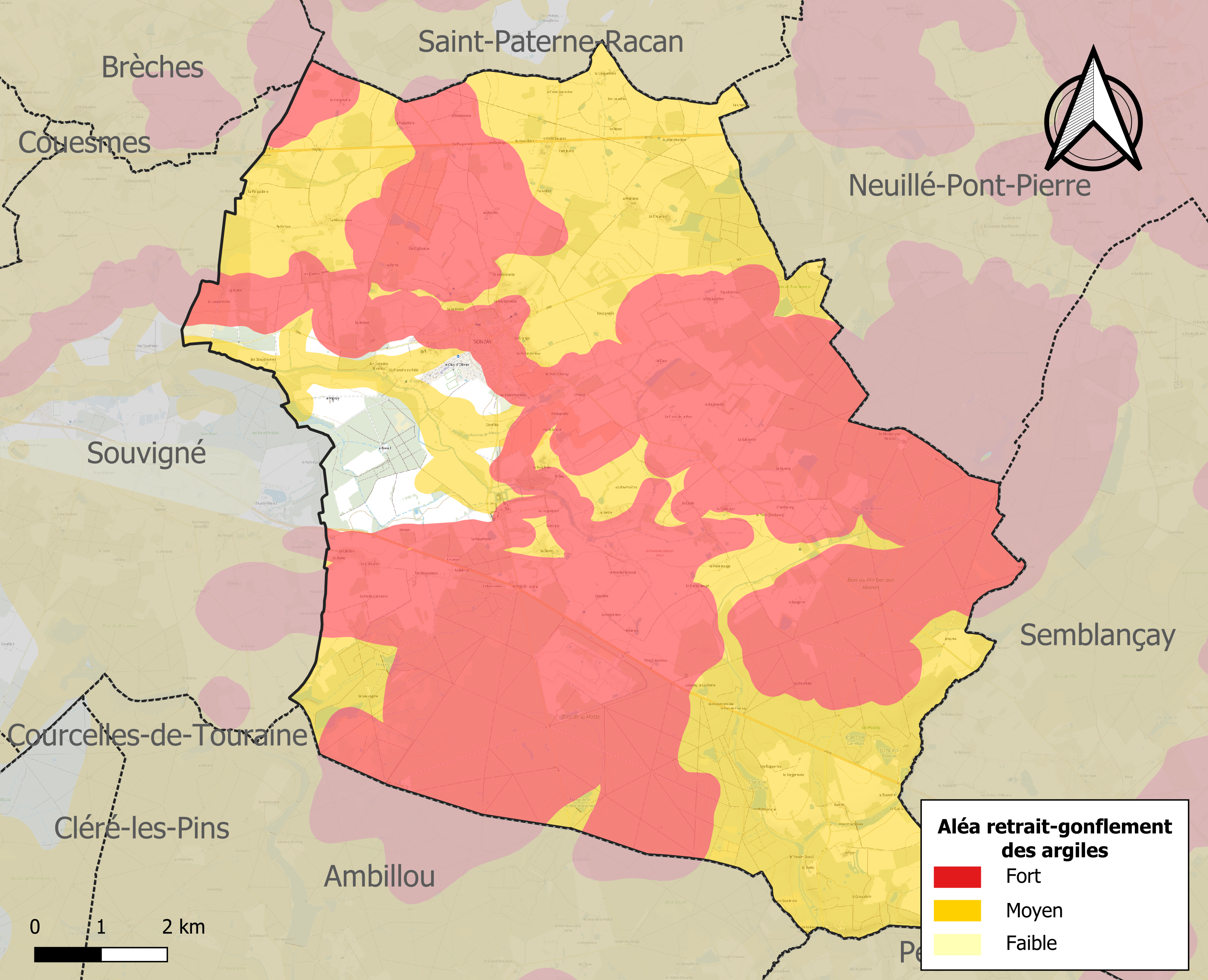
Carte des zones d'aléa retrait-gonflement des sols argileux de Sonzay.

Le retrait-gonflement des sols argileux est susceptible d'engendrer des dommages importants aux bâtiments en cas d’alternance de périodes de sécheresse et de pluie. 95,6 % de la superficie communale est en aléa moyen ou fort (90,2 % au niveau départemental et 48,5 % au niveau national). Sur les 640 bâtiments dénombrés sur la commune en 2019, 569 sont en aléa moyen ou fort, soit 89 %, à comparer aux 91 % au niveau départemental et 54 % au niveau national. Une cartographie de l'exposition du territoire national au retrait gonflement des sols argileux est disponible sur le site du BRGM,.
Concernant les mouvements de terrains, la commune a été reconnue en état de catastrophe naturelle au titre des dommages causés par la sécheresse en 1996, 2005 et 2011 et par des mouvements de terrain en 1999.

## Économie
Agriculture - vergers, céréales, importante production laitière, négoce de grains.
Artisanat, industrie de transformation métallique.

## Histoire

### Toponymie
Bas latin Secundiacus. Segontius, nom de personne d’origine gauloise, et suffixe acus.

Segunciacus, Vicus Segunciacensis, IXe siècle. (Bibliothèque Nationale, coll. Dom Housseau, t. II, n° 398, 864, charte du chapitre Saint-Matin de Tours) ; Terram sitam in pago Turonico, in villa Econciaco, terminatur quarta vero fonte, via publica, 970 (Dom Housseau, t. II, n° 185, charte de Marmoutier) ; Sunziacus, 1117 (Cartulaire de Noyers, charte 419, 425) ; Sonziacus villa, 1124 (Bibliothèque Nationale, coll. Dom Housseau, Charte de Marmoutier) ; Soonziacus, Somziacus villa, XIIe siècle. (Bibliothèque Nationale, coll. Dom Housseau, Charte de Marmoutier) ; Sonzaium, début XIIIe siècle. (Cartulaire de l’archevêché de Tours, t. 2, n° 312, Livre de Eschequeste, p. 308) ; Parochia de Sonzaio, 1247 (charte de Marmoutier) ; Sonzay, 30 novembre 1369 (Archives Nationales-JJ 100, n° 144, fol. 45) ; Sonzay, XVIIIe siècle. (Carte de Cassini).

Des hameaux en permanence de Sonzay pour le temporel, étaient virants pour le spirituel, de Sonzay et de Souvigné. Le 24 août 1773, les curés de Sonzay et de Souvigné se partagèrent les virants entre ces 2 paroisses à partir de la Toussaint 1773 ; Sonzay : le Breuil, la Butte, la Caltière, la Colinière, la Harpinière, la Ménardière, Moyau, la Rabottière, Viersay ; Souvigné : les Bourdinières, la Brosse, le château et la métairie des Cartes, la Chidainerie ou la Hutte, les Corbeaux, la Guignetière, la Pinaudière, la Porte, le Ripray, le Tourne-Bride, (acte Jousset Delépine-Sonzay). Tous ces lieux étaient de la collecte de Sonzay et restèrent à Sonzay lors de la formation de la commune en janvier 1790.

### Héraldique
| Blason de Sonzay | Les armes de Sonzay se blasonnent ainsi : Écartelé : au premier et au quatrième d'azur aux six annelets d'or ordonnés 3, 2 et 1, au deuxième et au troisième de gueules aux trois fasces ondées d'argent ; à la tour portillée d'argent maçonnée de sable, brochant en cœur sur le tout. |

## Politique et administration
| Période                                  | Période  | Identité            | Étiquette | Qualité  |
| ---------------------------------------- | -------- | ------------------- | --------- | -------- |
| mars 2001                                | 2014     | Michel Simier       |           |          |
| mars 2014                                | En cours | Jean-Pierre Verneau | SE        | Retraité |
| Les données manquantes sont à compléter. |          |                     |           |          |

## Population et société

### Démographie
L'évolution du nombre d'habitants est connue à travers les recensements de la population effectués dans la commune depuis 1793. Pour les communes de moins de 10 000 habitants, une enquête de recensement portant sur toute la population est réalisée tous les cinq ans, les populations de référence des années intermédiaires étant quant à elles estimées par interpolation ou extrapolation. Pour la commune, le premier recensement exhaustif entrant dans le cadre du nouveau dispositif a été réalisé en 2008.

En 2022, la commune comptait 1 414 habitants, en évolution de +1,36 % par rapport à 2016 (Indre-et-Loire : +1,67 %, France hors Mayotte : +2,11 %).
| 1793  | 1800  | 1806  | 1821  | 1831  | 1836  | 1841  | 1846  | 1851  |
| ----- | ----- | ----- | ----- | ----- | ----- | ----- | ----- | ----- |
| 1 209 | 1 200 | 1 556 | 1 396 | 1 443 | 1 381 | 1 309 | 1 333 | 1 403 |

| 1856  | 1861  | 1866  | 1872  | 1876  | 1881  | 1886  | 1891  | 1896  |
| ----- | ----- | ----- | ----- | ----- | ----- | ----- | ----- | ----- |
| 1 375 | 1 432 | 1 435 | 1 393 | 1 353 | 1 407 | 1 435 | 1 373 | 1 397 |

| 1901  | 1906  | 1911  | 1921  | 1926  | 1931  | 1936  | 1946  | 1954  |
| ----- | ----- | ----- | ----- | ----- | ----- | ----- | ----- | ----- |
| 1 352 | 1 337 | 1 314 | 1 245 | 1 169 | 1 085 | 1 045 | 1 147 | 1 035 |

| 1962  | 1968  | 1975 | 1982 | 1990  | 1999  | 2006  | 2008  | 2013  |
| ----- | ----- | ---- | ---- | ----- | ----- | ----- | ----- | ----- |
| 1 018 | 1 005 | 967  | 935  | 1 085 | 1 120 | 1 233 | 1 271 | 1 381 |

| 2018  | 2022  | - | - | - | - | - | - | - |
| ----- | ----- | - | - | - | - | - | - | - |
| 1 379 | 1 414 | - | - | - | - | - | - | - |

### Enseignement
Sonzay se situe dans l'Académie d'Orléans-Tours (Zone B) et dans la circonscription de Saint-Cyr-sur-Loire.
L'école primaire Yvan Pommaux accueille les élèves de la commune.

## Lieux et monuments
- Château de la Motte, classé monument historique (1959).
- Château des Cartes, classé monument historique (1948).
- Église Saint-Genest abritant :
  - un vitrail de 1545 figurant L’Annonciation avec le donateur présenté par saint Jacques, classé monument historique au titre d'objet (1901)[32],
  - statue de Marie-Madeleine en pierre, de la fin du XVe, classé monument historique au titre d'objet (1913)[33],
  - une cloche de bronze de 1629, fondu par Errard à Paris, classé monument historique au titre d'objet (1942=[34],
  - un tableau, Jésus et Nicomède, du XVIIe, classé monument historique au titre d'objet (1975) (église ou presbytère, salle des catéchismes)[35]

## Personnalités liées à la commune
Dom Joseph Gajard, bénédictin français né à Sonzay le 25 juin 1885 et décédé en 1972. Il fit ses études au petit et grand séminaire de Tours, fut ordonné prêtre le 5 juin 1909. Il célébra sa première grand messe solennelle en l'église de Sonzay le 16 juin de la même année. Il manifesta la volonté d'entrer dans l'ordre des Bénédictins et choisit la communauté de Solesmes dont les moines à cette époque étaient en exil à l'île de Wight. Il s'attacha à retrouver les règles de l'antique chant grégorien aux côtés de Dom Joseph Pothier et Dom André Mocquereau dont il fut le collaborateur et successeur comme maître de chœur à l'abbaye de Solesmes. Il est décédé en 1972. Une rue de Sonzay porte son nom.